# (85989) 1999 JD6
(85989) 1999 JD6 — околоземный астероид группы Атонов, относится к потенциально опасным объектам, который часто сближается с Землей и Венерой. При сближении 2015 года с помощью радара Голдстоуна было определено, что астероид является контактно-двойной малой планетой.